# 易賞錢
易賞錢（英語：MoneyBack）是長江和記實業有限公司旗下的香港屈臣氏集團（香港）有限公司的百佳超級市場於2007年1月9日推出的積分獎賞計劃。

## 優惠
申請後便會獲得一套共4張易賞錢實體會員卡，包括1張主卡及3張迷你卡（只限2017年6月27日前），主卡用戶之家庭成員可使用迷你卡、提供易賞錢App中的電子會員卡或提供已登記的手提電話號碼賺取獎賞積分。
從2017年6月27日起，只會獲得一張實體卡，但可以把積分轉移給別人，最少要500積分。
每次到其參與商戶購物，可於易賞錢會員優惠站列印會員個人購物清單，得知最適合自己的優惠。
另外，參與商户會推出一些貨品，提供會員專享的優惠，如額外積分獎賞及特價，以吸引會員購物。
和記更改了回贈方式，於豐澤消費每滿$5得1分大幅減少至$10得1分，回贈率由0.4%改至只有0.2%，又修改了換領海洋公園門票的所需積分：
| 海洋公園門票 | 成人日間門票    | 小童日間門票  |
| ------------ | --------------- | ------------- |
| 免費換領     | 15000分→17250分 | 7500分→9000分 |

2019年，滙豐與易賞錢合作，容許客戶把獎賞錢兌換成易賞錢。

## 有效期
易賞錢的積分有效期為2年，但有效期只按月計算，並在月尾截數。

## 參與商店
- 屈臣氏集團旗下的：
  - 百佳超級市場／廣場
  - 百佳冷凍食品
  - International
  - Taste
  - Great
  - Gourmet
  - Fusion
  - 便利佳
  - 滋味佳
  - 屈臣氏藥房
  - 豐澤電器

## 外部連結
- 易賞錢 （页面存档备份，存于）